# Черета ди Сото (Потенца)
Черета ди Сото (итал. Cerreta di Sotto) је насеље у Италији у округу Потенца, региону Базиликата.
Према процени из 2011. године у насељу је живело 54 становника. Насеље се налази на надморској висини од 862 m.